# Información y media literacy
La información y media literacy ( IML ) permite a las personas mostrar y emitir juicios informados como usuarios de información y medios, así como convertirse en hábiles creadores y productores de información y mensajes mediáticos por derecho propio. Renee Hobbs sugiere que "pocas personas verifican la información que encuentran en línea; tanto los adultos como los niños tienden a confiar sin críticas en la información que encuentran, de cualquier fuente". Las personas necesitan medir la credibilidad de la información y pueden hacerlo respondiendo tres preguntas:
1. ¿Quién es el autor?
2. ¿Cuál es el propósito de este mensaje?
3. ¿Cómo se construyó este mensaje? Estudiantes en el laboratorio de computación[3]

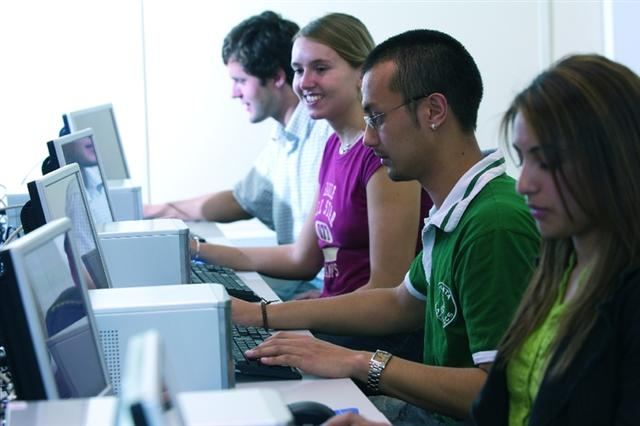
Estudiantes en el laboratorio de computación

Antes de la década de 1990, el enfoque principal de la alfabetización informacional eran las habilidades de investigación. La alfabetización mediática, un estudio que surgió alrededor de la década de 1970, se centra tradicionalmente en el análisis y la entrega de información a través de diversas formas de medios. En la actualidad, el estudio de la alfabetización informacional se ha ampliado para incluir el estudio de la alfabetización mediática en muchos países como el Reino Unido,  Australia y Nueva Zelanda . El término "alfabetización informacional y mediática" es utilizado por la UNESCO para diferenciar el estudio combinado del estudio existente sobre alfabetización informacional. También se conoce como tecnologías de la información y la comunicación ( TIC ) en los Estados Unidos.   Educadores como Gregory Ulmer también han definido el campo como electracy .
IML es una combinación de alfabetización informacional y alfabetización mediática.  La naturaleza transformadora de IML incluye trabajos creativos y la creación de nuevos conocimientos; publicar y colaborar de manera responsable requiere comprensión ética, cultural y social.

## Información y media Literacy en la era digital
La era digital moderna llevó a la proliferación de información difundida a través de Internet. Las personas deben  reconocer si la información es verdadera o falsa y, mejor aún, saber cómo ubicar, evaluar, usar y comunicar información en varios formatos; esto se llama alfabetización informacional .

## Estudiantes delsigloXXI
Las capacidades de aprendizaje de IML preparan a los estudiantes para ser alfabetizados en el siglo XXI. Según Jeff Wilhelm (2000), "la tecnologíaesta relacionada con la alfabetización. Y ser capaz de usar las últimas tecnologías electrónicas tiene mucho que ver con estar alfabetizado".  Él apoya su argumento con la afirmación de J. David Bolter de que “si nuestros estudiantes no leen y componen con diversas tecnologías electrónicas, entonces son analfabetos. No solo no están preparados para el futuro; son analfabetos actualmente, en nuestro tiempo y contexto actual".
La declaración de Wilhelm es respaldada por la encuesta Wired World Phase II (YCWW II) de 2005 realizada por Media Awareness Network of Canada en 5000 estudiantes de los grados 4 a 11. Los hallazgos clave de la encuesta fueron:
- El 62 % de los alumnos de 4.º grado prefieren el Internet .
- El 38% de los estudiantes de 4.º grado prefieren la biblioteca.
- El 91% de los estudiantes de grado 11 prefieren Internet.
- El 9% de los estudiantes de grado 11 prefieren la biblioteca.[10]

Marc Prensky (2001) utiliza el término " nativo digital " para describir a las personas que se han desarrollado en un mundo digital.  Internet ha sido un elemento omnipresente en la vida hogareña de los jóvenes. El 94 % de los niños informaron que tenían acceso a Internet en su casa y una gran mayoría (61 %) tenía una conexión de alta velocidad.
Cuando los niños llegan al undécimo grado, la mitad de ellos (51 %) tienen su propia computadora conectada a Internet, separada y separada de la computadora familiar. La encuesta también mostró que los jóvenes canadienses se encuentran ahora entre los más conectados del mundo. Contrariamente al estereotipo anterior del nerd informático aislado e incómodo, el niño conectado de hoy es un niño social.
En general, muchos estudiantes están mejor conectados mediante el uso de la tecnología que la mayoría de los maestros y padres, quienes pueden no comprender las capacidades de la tecnología. Los estudiantes ya no están limitados a una computadora de escritorio. Es posible utilizar tecnologías móviles para graficar problemas matemáticos, investigar una pregunta para los estudios sociales, enviar mensajes de texto a un experto para obtener información o enviar tareas a un buzón. Los estudiantes acceden a la información mediante MSN, páginas web personales, blogs y sitios de redes sociales .

## Enseñar y aprender en elsigloXXI
Muchos maestros continúan la tradición de enseñanza de los últimos 50 años. Tradicionalmente, los maestros han sido los expertos que comparten sus conocimientos con los niños. La tecnología y las herramientas de aprendizaje a las que proporciona acceso nos obligan a cambiar para convertirnos en facilitadores del aprendizaje. Tenemos que cambiar el estereotipo del docente como el experto que entrega información, y los estudiantes como consumidores de información, para satisfacer las necesidades de los estudiantes digitales. Los docentes no solo necesitan aprender a hablar digitalmente, sino también adoptar el lenguaje de los nativos digitales.
El lenguaje se define generalmente como un sistema utilizado para comunicarse en el cual los símbolos transmiten información. Los nativos digitales tienen la capacidad de comunicarse con fluidez con dispositivos digitales y transmitir información de una manera que sería imposible sin dispositivos digitales. Las personas nacidas antes de 1988 a veces se denominan "inmigrantes digitales". Experimentan dificultad para programar dispositivos simples como una videograbadora. Los inmigrantes digitales no comienzan a pulsar botones para que las cosas funcionen.
Es más conveniente aprender un idioma en las primeras etapas del desarrollo de un niño.
Al adquirir un segundo idioma, Hyltenstam (1992) logró encontrar que alrededor de los 6 y 7 años parecía ser un punto límite para que los bilingües lograran una competencia similar a la de los nativos. Posteriormente a esa edad, los aprendices de un segundo idioma podrían llegar a ser casi nativos, pero su idioma, aunque consistiría en muy pocos errores reales, tendría suficientes errores que los diferenciarían del grupo del primer idioma. A pesar de eso, investigaciones más recientes sugieren que este impacto todavía existe hasta los 10 años de edad.
Preescolar y los grados 1 y 2 son fundamentales para el éxito de los estudiantes como nativos digitales porque no todos los estudiantes tienen una infancia rica en "digital". Los estudiantes que aprenden habilidades tecnológicas antes del tercer grado pueden volverse equivalentemente bilingües. "Los estudiantes de minorías lingüísticas que no pueden leer y escribir con fluidez en inglés no pueden participar plenamente en las escuelas, los lugares de trabajo o la sociedad estadounidenses. Se enfrentan a oportunidades laborales limitadas y poder adquisitivo". Hablar "digital" es tan importante como saber leer y escribir para participar en la sociedad y las oportunidades de América del Norte.

## La lucha de los estudiantes
Muchos estudiantes son considerados analfabetos en medios e información por varias razones. Es posible que no vean el valor de la alfabetización mediática e informacional en el aula del siglo XXI. Otros no son conscientes del surgimiento de la nueva forma de información. Los educadores deben presentar IML a estos estudiantes para ayudarlos a adquirir conocimientos sobre los medios y la información. Se harán muy pocos cambios si los educadores no apoyan la alfabetización informativa y mediática en sus propias aulas.
Los estándares de desempeño, la base para respaldarlos y las herramientas para implementarlos están fácilmente disponibles. El éxito llegará cuando haya una implementación total y se establezca un acceso equitativo. También son necesarias una visión y unos objetivos compartidos que se centren en acciones estratégicas con resultados medibles.
Cuando el personal y la comunidad, trabajando juntos, identifiquen y aclaren sus valores, creencias, suposiciones y percepciones sobre lo que quieren que los niños sepan y sean capaces de hacer, un próximo paso importante será descubrir cuáles de estos valores y expectativas serán logrado. El uso de las herramientas de capacidad para evaluar IML permitirá a los estudiantes, el personal y la comunidad reflexionar sobre qué tan bien los estudiantes están satisfaciendo las necesidades de aprendizaje en relación con la tecnología.
Los estándares de rendimiento de IML permiten la recopilación y el análisis de datos para demostrar que se están satisfaciendo las necesidades de aprendizaje de los estudiantes. Después de evaluar el IML del estudiante, se pueden hacer tres preguntas:
- ¿Qué necesita aprender cada alumno?
- ¿Cómo se sabe si los alumnos han alcanzado las capacidades?
- ¿Cómo se responde cuando los estudiantes tienen dificultad para aprender?

Los maestros pueden usar la evaluación en el aula para aprender a identificar áreas que podrían necesitar mayor atención y apoyo. Los estudiantes pueden utilizar la evaluación en el aula para establecer objetivos de aprendizaje para ellos mismos.

## En el plan de estudios
Esta integración de la tecnología en el plan de estudios es un cambio positivo de las computadoras que se ven como cajas para aprender a las computadoras que se usan como herramientas de comunicación técnica . Además, la pedagogía del aprendizaje reciente reconoce la inclusión de los estudiantes para ser creadores de conocimiento a través de la tecnología. La Sociedad Internacional para la Tecnología en la Educación (ISTE) ha estado desarrollando un plan de estudios IML estándar para los EE. UU. y otros países mediante la implementación de los Estándares Nacionales de Tecnología Educativa .

### Reino Unido
En el Reino Unido, IML se ha promovido entre los educadores a través de un sitio web de alfabetización informacional desarrollado por varias organizaciones que han estado involucradas en este campo.

### Estados Unidos
IML está incluido en el programa Partnership for the 21st Century patrocinado por el Departamento de Educación de los Estados Unidos. Se han otorgado mandatos especiales a Arizona, Iowa, Kansas, Maine, Nueva Jersey, Massachusetts, Carolina del Norte, Dakota del Sur, Virginia Occidental y Wisconsin. Los distritos escolares individuales, como el Distrito Escolar Central de Clarkstown, también han desarrollado su propio plan de estudios de alfabetización informacional. ISTE también ha producido los Estándares Nacionales de Tecnología Educativa para Estudiantes, Maestros y Administradores.

### Canadá
En Columbia Británica, Canadá, el Ministerio de Educación eliminó Tecnología de la Información K a 7 IRP como un curso independiente. Todavía se espera que se sigan integrando todos los resultados de aprendizaje prescritos.
Esta integración de la tecnología en el plan de estudios es un cambio positivo de las computadoras que se ven como cajas para aprender a las computadoras que se usan como herramientas de comunicación técnica . Además, la pedagogía del aprendizaje reciente reconoce la inclusión de los estudiantes para ser creadores de conocimiento a través de la tecnología. Desafortunadamente, no ha habido una dirección clara para implementar IML.
El Ministerio de Educación de BC publicó los Estándares de Desempeño de Integración de Tecnologías de la Información y las Comunicaciones, Grados 5 a 10 ICTI en 2005. Estos estándares brindan expectativas de estándares de desempeño para los grados 5 a 10; sin embargo, no brindan orientación para otros grados, y las expectativas para un estudiante de 5.º y 10.º grado son las mismas.

### Mundo árabe
En la región árabe, la alfabetización mediática e informacional fue ignorada en gran medida hasta 2011, cuando el Programa de Estudios de Medios de la Universidad Americana de Beirut, Open Society Foundations y la Asociación Árabe-Estadounidense de Educadores en Comunicación (AUSACE) lanzaron una conferencia regional con el tema " Nuevas direcciones: alfabetización digital y mediática". La conferencia atrajo una atención significativa de universidades y académicos árabes, quienes discutieron los obstáculos y las necesidades para avanzar en la alfabetización mediática en la región árabe, incluido el desarrollo de planes de estudio en árabe, la capacitación de profesores y la promoción del campo.
Siguiendo esa recomendación, el Programa de Estudios de Medios de la AUB y Open Society Foundations, en colaboración con la Academia de Medios y Cambio Global de Salzburgo, lanzaron en 2013 la primera iniciativa regional para desarrollar, revitalizar y promover la educación en alfabetización mediática en la región árabe. La Academia de alfabetización mediática y digital de Beirut (MDLAB) ofreció un programa anual de capacitación de verano de dos semanas además de trabajar durante todo el año para desarrollar planes de estudio y programas de alfabetización mediática. La academia se lleva a cabo en árabe e inglés y trae instructores y profesionales internacionales pioneros para enseñar conceptos avanzados de alfabetización digital y mediática a jóvenes académicos árabes y estudiantes graduados de diversos campos. MDLAB espera que los académicos árabes participantes lleven lo que aprendieron a sus países e instituciones y ofrece material curricular gratuito en árabe e inglés, incluidos planes de estudios de alfabetización mediática, conferencias, ejercicios, planes de lecciones y material multimedia, para ayudar y alentar a los integración de la alfabetización digital y mediática en los planes de estudios universitarios y escolares árabes.
En reconocimiento a los logros de MDLAB en el avance de la educación en alfabetización mediática en la región árabe, el fundador de MDLAB recibió el Premio Internacional de Alfabetización Mediática e Informacional 2015 UNESCO-UNAOC.
Antes de 2013, solo dos universidades árabes ofrecían cursos de alfabetización mediática: la Universidad Americana de Beirut (AUB) y la Universidad Americana de Sharjah (AUS). Tres años después del lanzamiento de MDLAB, más de dos docenas de universidades árabes incorporaron la alfabetización mediática en sus planes de estudios, tanto como cursos independientes o como módulos incorporados a sus cursos de medios existentes. Entre las universidades que tienen cursos completos de alfabetización mediática (a partir de 2015) se encuentran la Universidad Libanesa Americana (Líbano), la Universidad de Birzeit (Palestina), la Universidad de Balamand (Líbano), la Universidad de Damasco (Siria), la Universidad Rafik Hariri (Líbano), Universidad de Notre Dame (Líbano), Universidad Canadiense Ahram (Egipto), Universidad Americana de Beirut (Líbano), Universidad Americana de Sharjah (EAU) y Universidad Al Azm (Líbano). La primera escuela árabe en adoptar la alfabetización mediática como parte de su plan estratégico es el International College (IC) en el Líbano. Los esfuerzos para introducir la alfabetización mediática en otras universidades y escuelas de la región continúan con la ayuda de otras organizaciones internacionales, como la UNESCO, UNAOC, AREACORE, DAAD y OSF.

### Asia
En Singapur y Hong Kong, la alfabetización informacional o la tecnología de la información figuraban como un currículo formal.

## Barreras
Una barrera para aprender a leer es la falta de libros, mientras que una barrera para aprender IML es la falta de acceso a la tecnología. Resaltar el valor de IML ayuda a identificar las barreras existentes dentro de la infraestructura escolar, el desarrollo del personal y los sistemas de apoyo. Si bien existe una necesidad continua de trabajar sobre los cimientos para brindar un acceso sostenible y equitativo, el mayor obstáculo es el clima escolar.
Marc Prensky identifica una barrera cuando los maestros ven los dispositivos digitales como distracciones: "Admitamos que la verdadera razón por la que prohibimos los teléfonos celulares es que, si tuvieran la oportunidad de usarlos, los estudiantes votarían con su atención, al igual que los adultos 'votarían'". con los pies' saliendo de la sala cuando una presentación no es convincente".
La mentalidad de prohibir las nuevas tecnologías y temer las cosas malas que pueden suceder puede afectar las decisiones educativas. La decisión de prohibir los dispositivos digitales impacta a los estudiantes por el resto de sus vidas.
Cualquier herramienta que se use mal o incorrectamente puede ser insegura. Las lecciones de seguridad son obligatorias en tecnología industrial y ciencia. Sin embargo, las lecciones de seguridad o ética no son obligatorias para usar la tecnología.
No todas las decisiones en las escuelas se miden por creencias comunes. Un distrito escolar de Ontario prohibió los dispositivos digitales en sus escuelas. Las escuelas locales han estado buscando hacer lo mismo. Este tipo de reacciones a menudo tienen que ver con acciones inmediatas y no con enseñar, aprender o crear soluciones. Existen muchas barreras para IML.